# Empoasca joshuai
Empoasca joshuai är en insektsart som beskrevs av Rowland Southern 2006. Empoasca joshuai ingår i släktet Empoasca och familjen dvärgstritar. Inga underarter finns listade i Catalogue of Life.